# Arquidiócesis de Resistencia
La arquidiócesis de Resistencia (en latín: Archidioecesis Resistenciae) es una circunscripción eclesiástica de la Iglesia católica en Argentina. Se trata de una arquidiócesis latina, sede metropolitana de la provincia eclesiástica de Resistencia. Desde el 21 de febrero de 2013 su arzobispo es Ramón Alfredo Dus.

## Territorio y organización

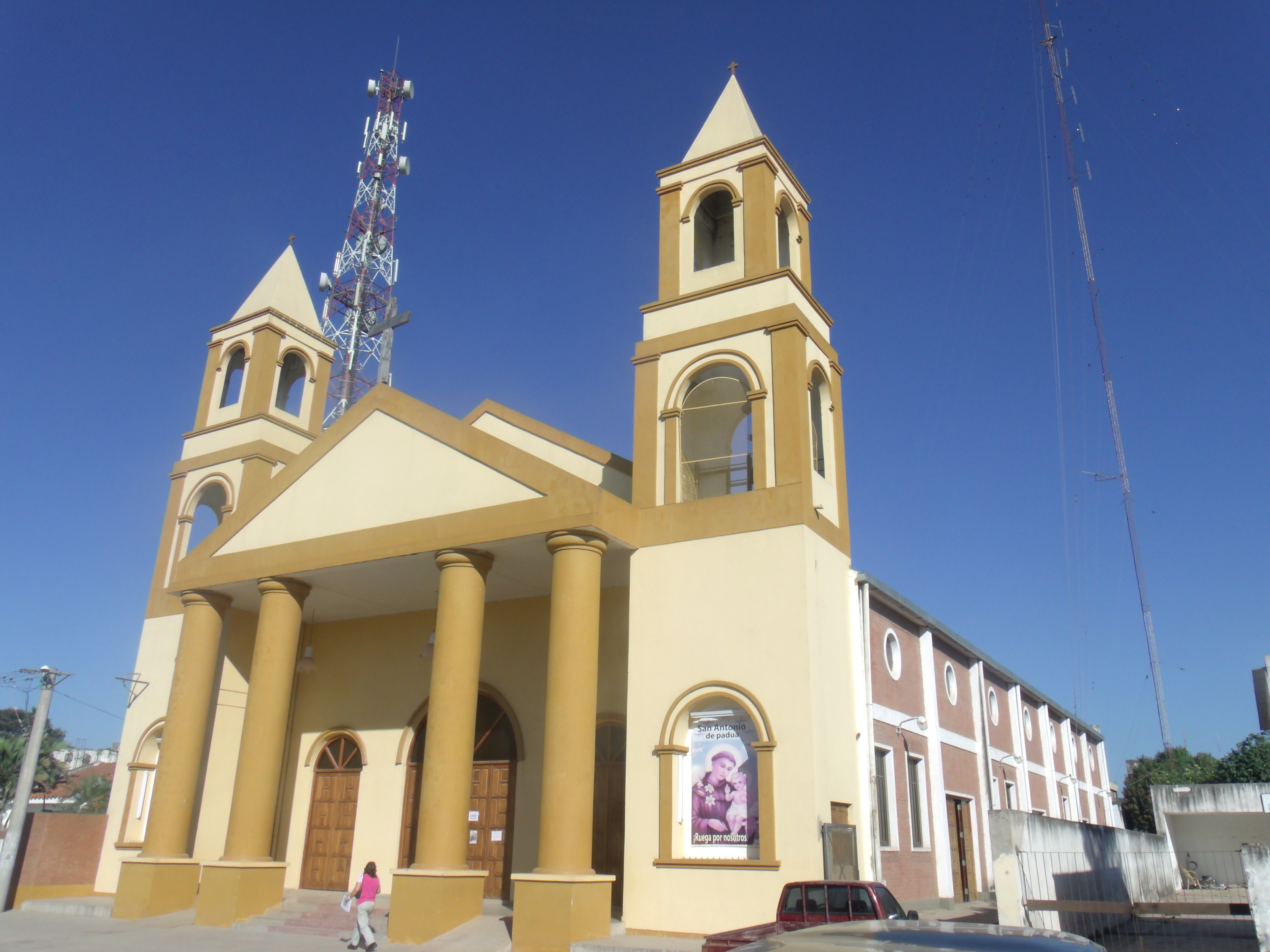
Iglesia de General José de San Martín

La arquidiócesis tiene 28 250 km² y extiende su jurisdicción sobre los fieles católicos de rito latino residentes en la provincia del Chaco en los 9 departamentos de: Bermejo, General Donovan, Libertad, Libertador General San Martín, Presidencia de la Plaza, Primero de Mayo, San Fernando, Sargento Cabral y Tapenagá.
La sede de la arquidiócesis se encuentra en la ciudad de Resistencia, en donde se halla la Catedral de San Fernando Rey.
La arquidiócesis tiene como sufragáneas a las diócesis de: Formosa y San Roque de Presidencia Roque Sáenz Peña.
En 2020 en la arquidiócesis existían 31 parroquias.

## Historia
La diócesis de Resistencia fue erigida el 3 de junio de 1939 con la bula Ecclesiarum omnium del papa Pío XII separando los territorios nacionales del Chaco y de Formosa de la arquidiócesis de Santa Fe (hoy arquidiócesis de Santa Fe de la Vera Cruz), de la que originalmente fue sufragánea.
El 5 de mayo de 1956, con la carta apostólica Exstat in Reipublicae Argentinae, el papa Pío XII proclamó a la Santísima Virgen María Inmaculada y a san José como patronos de la diócesis.
El 11 de febrero de 1957 cedió el territorio de la nueva provincia de Formosa para la erección de la diócesis de Formosa mediante la bula Quandoquidem adoranda del papa Pío XII, quedando así restringida a la provincia del Chaco.
El 10 de abril de 1961 pasó a formar parte de la provincia eclesiástica de la arquidiócesis de Corrientes.
El 12 de agosto de 1963 cedió otra porción de su territorio para la erección de la diócesis de Presidencia Roque Sáenz Peña (hoy diócesis de San Roque de Presidencia Roque Sáenz Peña) mediante la bula Supremum Ecclesiae del papa Pablo VI.
El 28 de febrero de 1984 fue elevada al rango de arquidiócesis metropolitana con la bula Patet Territorum del papa Juan Pablo II.

## Estadísticas
Según el Anuario Pontificio 2021 la arquidiócesis tenía a fines de 2020 un total de 512 900 fieles bautizados.
| Año                                                                             | Población            | Población | Población      | Sacerdotes | Sacerdotes    | Sacerdotes    | Bautizados por sacerdote | Diáconos permanentes | Religiosos | Religiosos | Parroquias |
| Año                                                                             | Bautizados católicos | Total     | % de católicos | Total      | Clero secular | Clero regular | Bautizados por sacerdote | Diáconos permanentes | Varones    | Mujeres    | Parroquias |
| ------------------------------------------------------------------------------- | -------------------- | --------- | -------------- | ---------- | ------------- | ------------- | ------------------------ | -------------------- | ---------- | ---------- | ---------- |
| 1950                                                                            | 375 000              | 583 000   | 64.3           | 71         | 12            | 59            | 5281                     |                      | 65         | 74         | 24         |
| 1966                                                                            | 247 000              | 280 000   | 88.2           | 58         | 15            | 43            | 4258                     |                      | 44         | 47         | 17         |
| 1970                                                                            | 280 000              | 325 000   | 86.2           | 57         | 15            | 42            | 4912                     |                      | 45         | 60         | 18         |
| 1976                                                                            | 255 000              | 280 000   | 91.1           | 59         | 11            | 48            | 4322                     |                      | 51         | 77         | 21         |
| 1980                                                                            | 261 000              | 308 000   | 84.7           | 60         | 12            | 48            | 4350                     |                      | 50         | 79         | 24         |
| 1990                                                                            | 303 000              | 354 000   | 85.6           | 58         | 22            | 36            | 5224                     |                      | 38         | 106        | 25         |
| 1999                                                                            | 410 000              | 483 200   | 84.9           | 70         | 36            | 34            | 5857                     | 1                    | 43         | 110        | 30         |
| 2000                                                                            | 410 000              | 483 800   | 84.7           | 71         | 37            | 34            | 5774                     | 1                    | 52         | 115        | 30         |
| 2001                                                                            | 423 700              | 498 505   | 85.0           | 69         | 36            | 33            | 6140                     | 1                    | 55         | 118        | 30         |
| 2002                                                                            | 429 000              | 505 465   | 84.9           | 67         | 35            | 32            | 6402                     | 1                    | 48         | 109        | 30         |
| 2003                                                                            | 450 000              | 525 000   | 85.7           | 60         | 30            | 30            | 7500                     | 7                    | 45         | 106        | 30         |
| 2004                                                                            | 450 000              | 540 000   | 83.3           | 63         | 31            | 32            | 7142                     | 10                   | 49         | 105        | 30         |
| 2010                                                                            | 495 000              | 595 000   | 83.2           | 60         | 34            | 26            | 8250                     | 14                   | 34         | 81         | 30         |
| 2014                                                                            | 504 500              | 625 600   | 80.6           | 61         | 31            | 30            | 8270                     | 15                   | 32         | 79         | 30         |
| 2017                                                                            | 500 000              | 615 000   | 81.3           | 60         | 31            | 29            | 8333                     | 18                   | 31         | 74         | 31         |
| 2020                                                                            | 512 900              | 633 800   | 80.9           | 62         | 34            | 28            | 8272                     | 20                   | 28         | 62         | 31         |
| Fuente: Catholic-Hierarchy, que a su vez toma los datos del Anuario Pontificio. |                      |           |                |            |               |               |                          |                      |            |            |            |

## Episcopologio

### Obispos de Resistencia
- Nicolás De Carlo † (1 de agosto de 1940-19 de octubre de 1951 falleció)
  - Sede vacante (1951-1954)
- Enrique Rau † (23 de octubre de 1954-13 de marzo de 1957 nombrado obispo de Mar del Plata)
- José Agustín Marozzi † (12 de junio de 1957-28 de febrero de 1984 retirado)
- Juan José Iriarte † (28 de febrero de 1984-1 de abril de 1984 nombrado arzobispo)

### Arzobispos de Resistencia
- Juan José Iriarte † (1 de abril de 1984-9 de noviembre de 1991 retirado)
- Carmelo Giaquinta † (22 de marzo de 1993-1 de abril de 2005 renunció)
- Fabriciano Sigampa † (17 de noviembre de 2005-21 de febrero de 2013 retirado)
- Ramón Alfredo Dus, desde el 21 de febrero de 2013

## Galería de imágenes

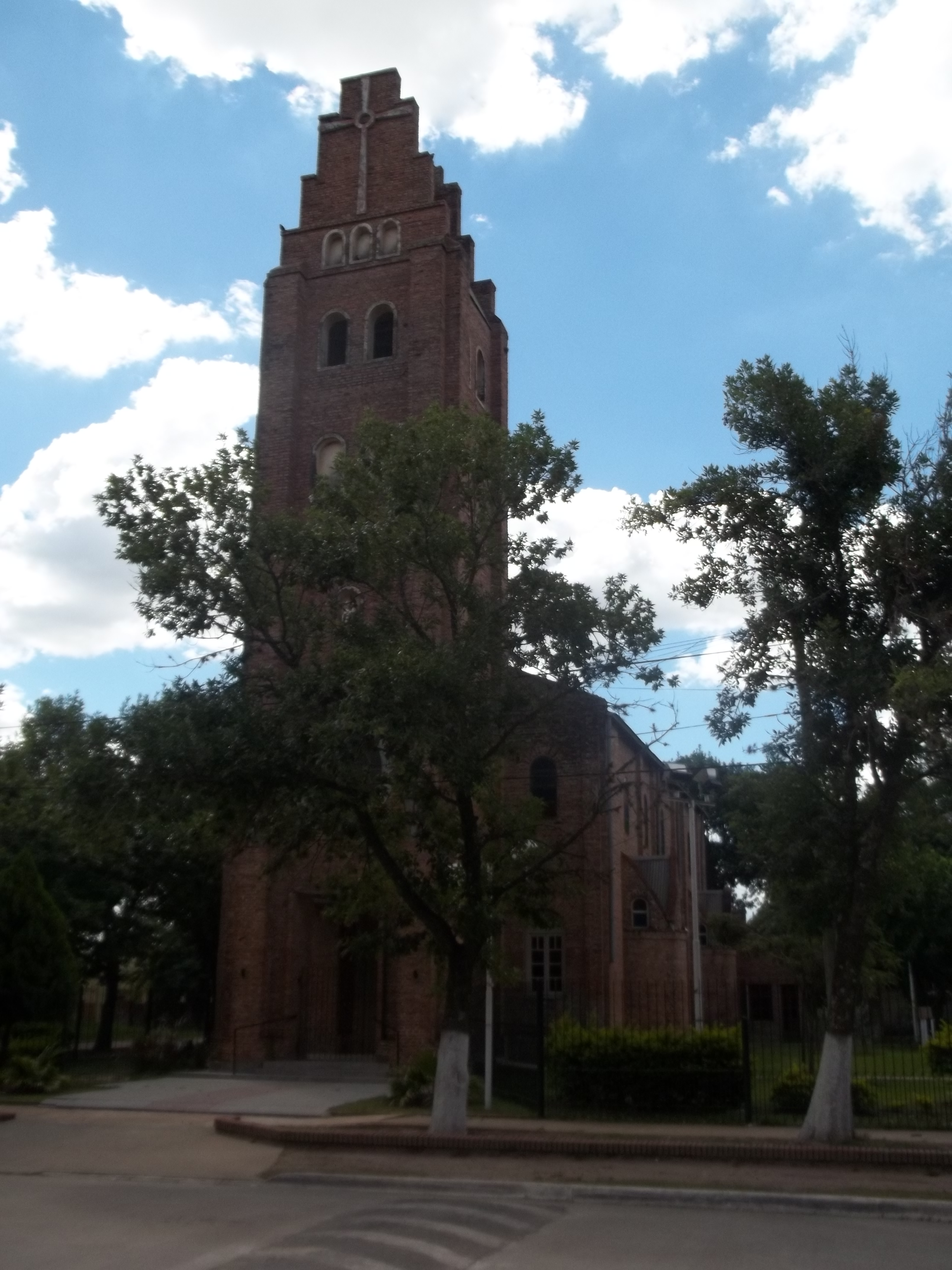
Iglesia de Makallé
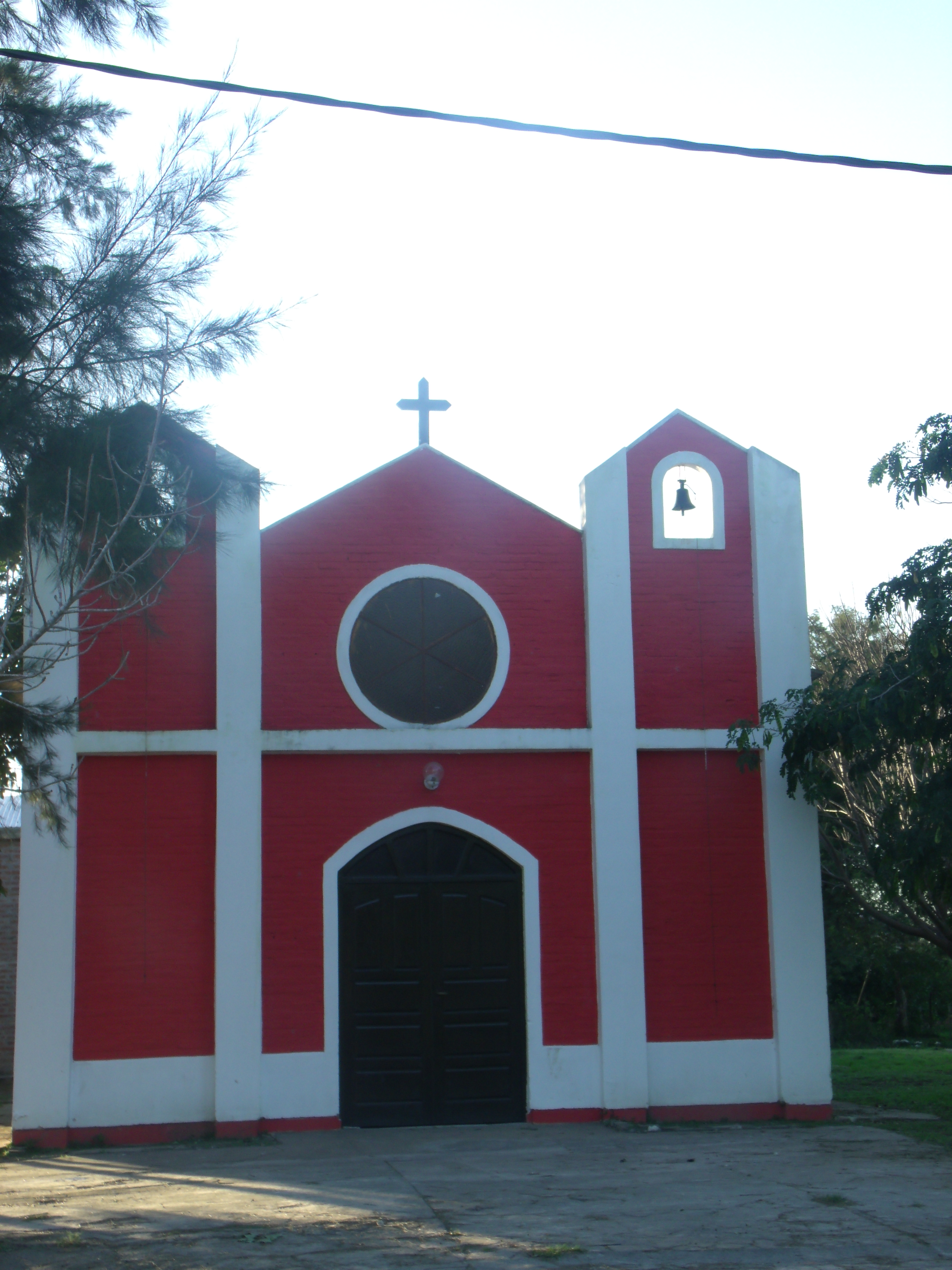
Iglesia de La Eduvigis
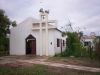
Capilla de Pampa Almirón
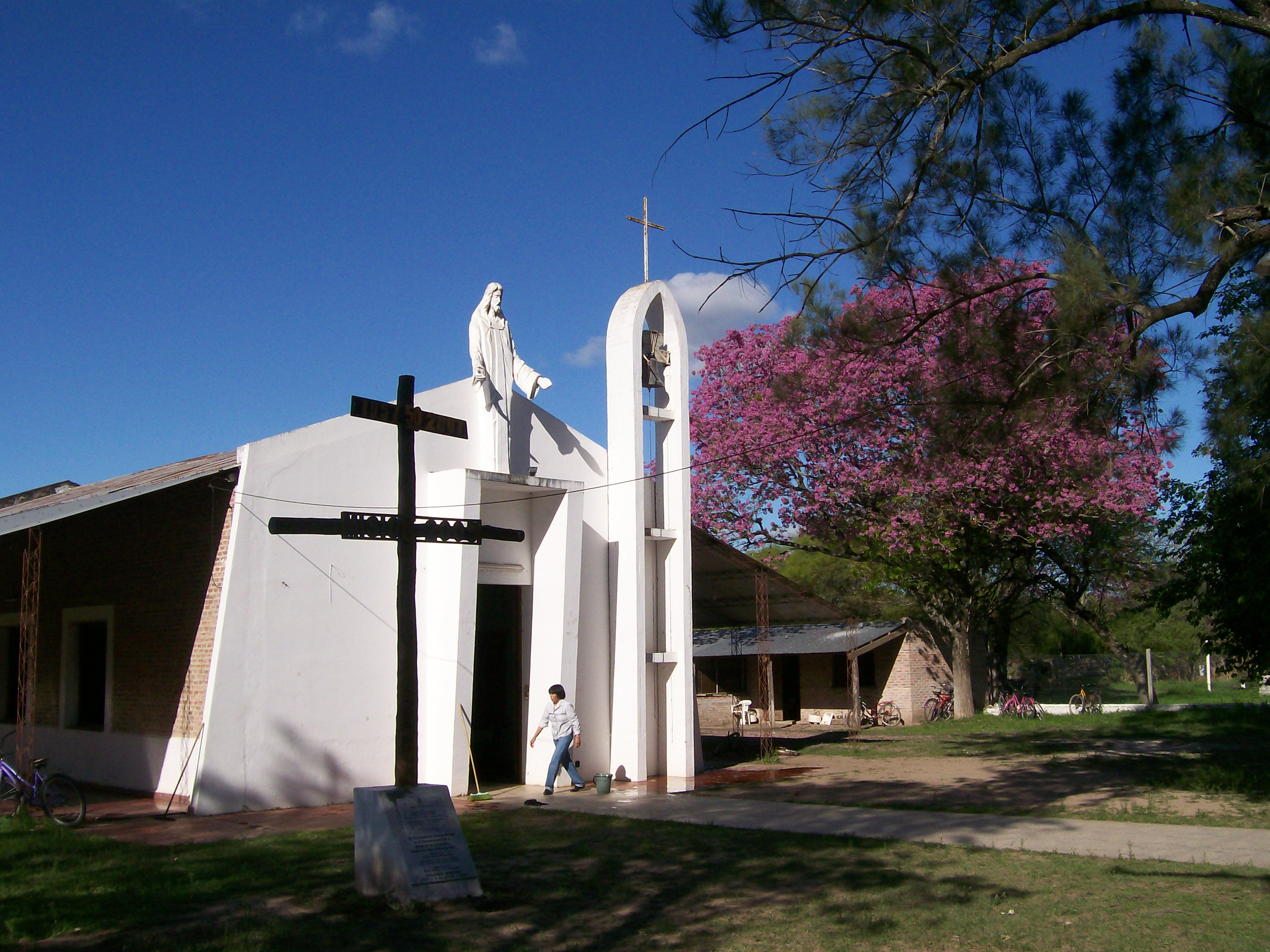
Capilla principal de Colonia Benítez
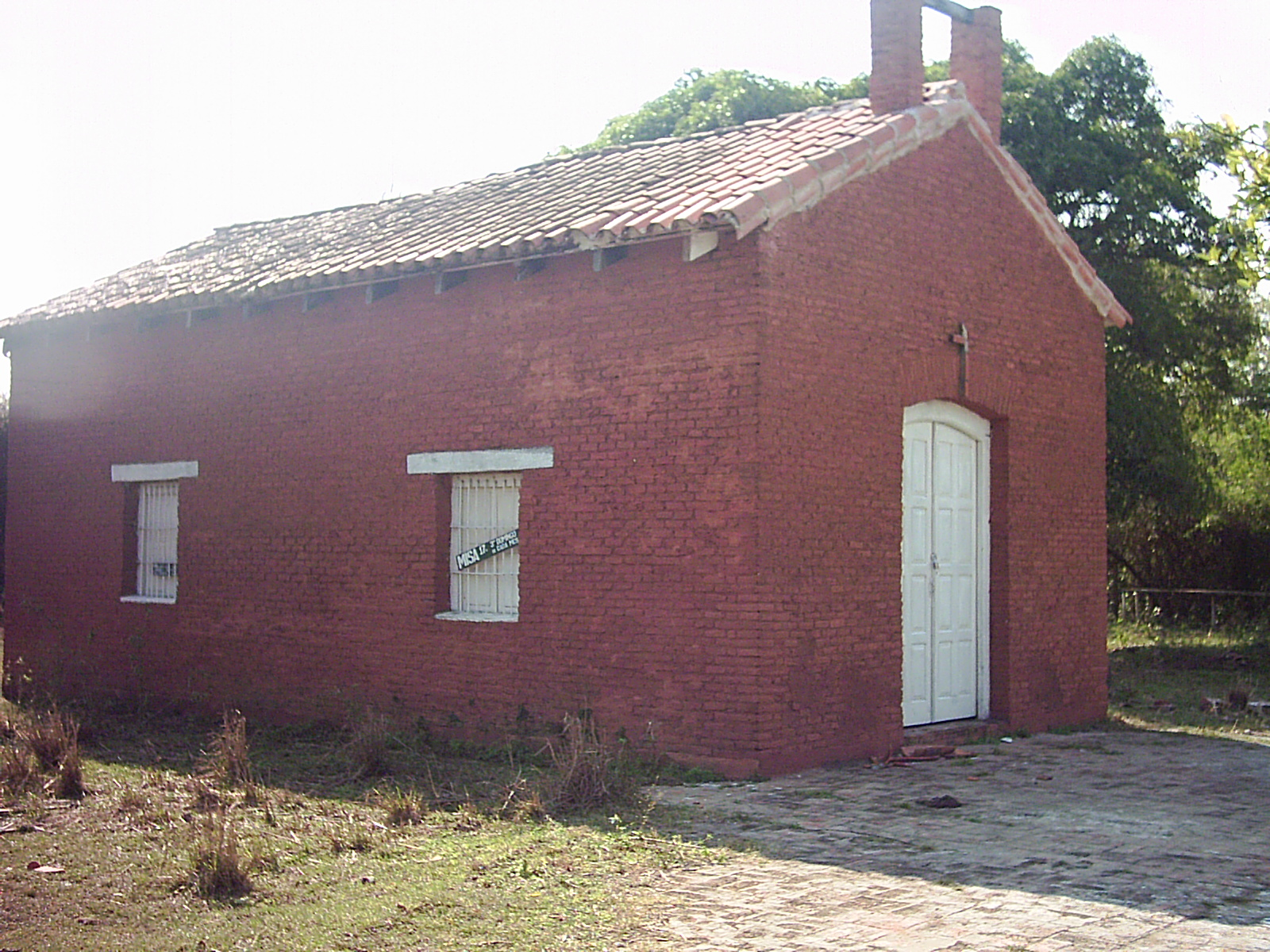
Capilla de San Buenaventura del Monte Alto